# Wspólnota Kościoła Chrześcijan Baptystów w Lubinie
Wspólnota Kościoła Chrześcijan Baptystów w Lubinie – placówka Kościoła Chrześcijan Baptystów znajdujący się w Lubinie, przy ulicy Szpakowej 17.
Nabożeństwa odbywają się w każdą niedzielę o godzinie 17:00.